# 北杜市八ヶ岳スケートセンター
北杜市八ヶ岳スケートセンター（ほくとしやつがたけスケートセンター、英: Hokuto City Yatsugatake Skating Center）は山梨県北杜市小淵沢町にある屋外スケートリンクである。八ヶ岳リゾートアウトレット（2023年6月運営終了）に隣接して立地する。

## 概要
1982年（昭和57年）12月に山梨県立八ヶ岳スケートセンターとして開設され、翌1983年（昭和58年）には天然リンクから人工リンクへ改修された。
2022年（令和4年）4月1日に山梨県から北杜市へ移管、無償譲渡されて北杜市八ヶ岳スケートセンターとなった。

### 利用期間
11月20日に開業し、翌年2月第2土曜日をもって営業期間を終了する（2022年度実績）。
利用時間は、午前9時から午後6時まで。午後6時以降は強化選手の利用を優先。

### 料金
- 滑走料金は、大人850円、高校生640円、中学生以下420円[6][3]。
- 貸靴代500円[5]

※ 手袋の販売は無し。要持参。

### 施設
- スケートリンク（幅13m×1周400m）
- 管理棟（事務室、休憩室、トイレ、更衣室、貸靴コーナー）
- 記録棟
- 倉庫兼休憩所
- 管理棟前駐車場：乗用車25台
- 臨時駐車場：乗用車161台（市営臨時駐車場と併用）

## 沿革
- 1982年（昭和57年）12月 - 開設[4]。
- 1983年（昭和58年） - 天然リンクから人工リンクへ改修[4]。
- 2006年（平成18年）4月 - 山梨県の直営施設から指定管理施設に移行。以降、山梨県体育協会（2019年4月から山梨県スポーツ協会と改称）が2022年4月の北杜市への移管の直前まで管理運営を行う[7]。
- 2011年（平成23年） - 老朽化などを理由に山梨県が廃止を検討。北杜市は存続を要望[8]。
- 2012年（平成24年） - 県・市と県スケート連盟等の協議の結果、条件付きで2017年までの存続が決定[8]。
- 2017年（平成29年） - 同年の最終評価により、条件付きで2022年までの存続が決定[9]。
- 2020年（令和2年）10月 - コロナ禍による利用者減少により、県が2020年度末での廃止を決定[10][11]。これを受け市営化に向けた協議を開始[12]。
- 2021年（令和3年）3月29日 - 県と市が基本協定を締結、翌2022年4月1日をめどに施設を市へ譲渡することが決定[13]。
- 2022年（令和4年）
  - 4月1日 – 山梨県から北杜市へ移管、無償譲渡される[14][15]。
  - 11月20日 – リニューアルオープン（11月20日は「県民の日」にあたる）[5]。

## 県から市への施設譲渡
2011年（平成23年）に施設を所有する山梨県が今後施設の老朽化等により維持管理経費が増加する上、閉鎖しても周囲には甲府市の小瀬スポーツ公園アイスアリーナ、茅野市の茅野市国際スケートセンター、富士吉田市の富士急コニファーフォレストがあり、これらで代替できる等の理由で廃止を検討した。
しかし北杜市やスケート連盟などが存続を訴えたため、2012年（平成24年）に北杜市や県スケート連盟等と協議し、
- 2016年（平成28年）までに18,080人まで利用者数を増加させること（なお、2011年の利用者数は13,897人）
- 指定管理料の削減が図られること
- 引き続き、指定管理者が運営すること
- 2015年（平成27年）に中間評価、2017年（平成29年）に最終評価を行い存廃を判断すること

を条件に2017年までの存続を決めることとなった。
2016年（平成28年）には利用者数が目標の18,080人を上回る18,390人となり目標を達成し、2017年（平成29年）の最終評価では2022年までの存続が決定された。なお、新たに2022年の利用者数を21,735人にする目標が追加された。
しかし2019年から2020年のシーズンは14,000人まで落ち込み、長崎幸太郎山梨県知事は「地元から再生計画が出ていないため」として2021年限りでの廃止を決定した。一方、北杜市は「再生計画を求められていない」とし、市営化に向けた協議を始めた。その結果、2022年4月1日をめどに県から市へ施設を譲渡する協定を2021年3月29日に結んだ。協定によれば県が建物やスケートリンク・冷却装置などの設備を改修し、その後に県から市への譲渡を行うとしている。市は譲渡後の運営についてふるさと納税やネーミングライツ（命名権）の販売、クラウドファンディングなどを活用することを検討している。
2022年4月の八ヶ岳スケートセンターの市営化を契機として、スポーツだけでなく観光地としての「小淵沢エリア」の浮揚策が企図されており、その指針として北杜市小淵沢エリア活性化構想（2024年度～2030年度が対象期間）が策定された。

## 交通アクセス
鉄道
- JR中央本線・小海線小淵沢駅下車。
  - 駅からタクシー利用の場合は8分。なお、小淵沢駅にはタクシープールがあり常にタクシーが待機している。
  - かつては、長野県富士見町・原村と北杜市を結ぶ観光客向け路線「八ヶ岳鉢巻周遊リゾートバス」が利用でき「ホテル風か（アウトレット入口）」バス停より徒歩約5分で到着したが、コロナ禍の影響により2020年をもって同バスは路線廃止された。

自動車
- 中央自動車道小淵沢ICより5分